# Moábiták

Moáb területe lila színnel Kr. e. 830 körül

A moábiták vagy moábiak ókori sémi nép a Közel-Keleten, amely a Holt-tenger keleti partjánál elterülő térségben élt, a mai Jordánia délnyugati felén. Moáb neve gyakran felbukkan az Szentírás ószövetségi részében, olykor kulcsfontosságú szerepet tölt be bizonyos eseményeknél.
A feljegyzések szerint önálló Moábi Királyság is létezett, amelyet számos régészeti lelet bizonyít, különösen a Mésa-sztélé. Moáb neve szerepel a II. Ramszesz fáraó által megtámadott nemzetek listáján is (Kr. e. 1283 körül). A moábiak a Kr. e. 13. században telepedtek le a Holt-tenger mellett – az ásatások alapján az első településeik ekkor keletkeztek. Fővárosuk Dibon (ma Dhiban ذيبان Ḏiʾbān) volt.

## Földrajzi elhelyezkedésük
Bár a moábiak által uralt területet nehéz pontosan behatárolni, annyi bizonyos, hogy a Holt-tenger mellett keletre elhelyezkedő fennsíkon éltek, ahol a tengerszint feletti magasság eléri az 1300 m-t. Északról az ammóniak földje határolta, míg nyugatról a Jordán folyó és a Holt-tenger választotta el a zsidók földjétől. Délről Edommal volt határos a moábiak országa.
A Héber Bibliában
Ezékiel próféta könyve (25,9) alapján bizonyos Bét-Jesimót, Beelmeon és Kirjátaim képezték Moáb határait. 
Izajás és Jeremiás könyvei még további települések sorolnak fel a moábiták városaiként.
A moábi-fennsíkot mészkő alkotja, meredek dombokkal szabdalt, de a talaj ugyanakkor termékeny is, gabonatermesztésre kiváló és erdőségek is jó minőségű fát adnak. A Jordán völgyében trópusi növényzet burjánzik a mai napig.

## Moáb gazdasága
A moábiak, akárcsak a többi szomszédos nép, állattenyésztéssel, mezőgazdasággal és kereskedelemmel foglalkoztak. A moábi kereskedők hasznos forgalmat bonyolítottak le az egyiptomi, mezopotámiai és anatóliai kereskedelmi utak mentén, továbbá aktív kereskedelmi kapcsolatokat ápoltak szomszédjaikkal is. Főleg a földjükön rendelkezésre álló nyersanyagokat, mint a mészkövet, a sót, a balzsamot és más fafajtákat hasznosítottak.

## Moáb története
Moáb történetéről a Biblián, a Mésa-sztélé és egyiptomi feljegyzéseken kívül keveset tudunk. Egyesek feltételezik, hogy a legkorábbi egyiptomi feljegyzésekben Shutu vagy Shasu névvel szerepelhetnek a moábiak, vagy elődeik.
A régészeti bizonyítékok szűkössége ellenére a Moábi Királyság létezésére az izraelita állam felemelkedése előtt egy kolosszális egyiptomi szobor feliratából következtettek, amelyet II. Ramszesz fáraó állított fel Luxorban, a Kr.e 13. században. A felirat Moábot a hadjárat során meghódított nemzetek közé sorolja.
A shasuk egy sémi nyelven beszélő pásztornomád nép voltak a dél-levantei régióban a késő bronzkortól kb. a kora vaskorig.
Négy, II. Ramszesz idejéből származó felirat említi Mwjbw-t, mint egy lázadó helyet, amely nem hajlandó elismerni Egyiptom uralmát Kánaán felett, és a Szeir-hegyi Shasuval együtt rajtaütéseket hajtottak végre Egyiptomban. A fáraó csapatokat küldött a területre és leverte a lázadást.
Egy Kr.e. 8. századi felirat arra utal, hogy Moáb királysága az ammoniták elleni sikeres hadjárat után a Jordán völgyének keleti részén terjeszkedett.
A moábita királyság Kr. e. 733-ban szűnt meg egységként létezni, III. Tukulti-apil-Ésarra asszír uralkodó hódításai következtében. Pár évszázaddal később, az Óperzsa Birodalom idején eltűntek a feljegyzésekből. A megmaradt nép beleolvadt a környező népek és a nabateusok csoportjaiba.

### Moáb a Bibliában
Az ószövetségi Szentírás (Ter 29,31-38) Moáb és Ammon népének eredetét a zsidók ősatyának, Ábrahámnak a rokonáig, Lótig vezeti vissza. Az elbeszélés szerint Lót, aki elmenekült családjával a pusztuló Szodoma és Gomora városainak vidékéről, egy barlangban húzta meg magát. Lányai gyereket akartak maguknak, így leitatták apjukat és az intim vérfertőző kapcsolat révén született meg Lót idősebb lányától a Moáb nevű fiú. Az elbeszélés mutatja, hogy a zsidók tisztában voltak a köztük és a moábi nép közötti rokonsággal. Mindamellett Moáb bűnös, rossz, istentelen nemzetként bukkan fel a szent iratokban. A Bibliában is rendszerint csak a zsidókkal való ellenségeskedésekről olvashatunk, mindez utal a kiélezett zsidó-moábi ellentétre.
A zsidók tiltották a moábitákkal való házasságot. Mózes ötödik könyve szerint Isten a választott néppel Moábban újította meg szövetségét (29,1), majd Mózes az országban maradt, mert állandó hitetlensége miatt azzal kell bűnhődnie, hogy nem mehet be az Ígéret földjére. Vándorlásuk során a zsidók, mihelyt érintkezésbe léptek a moábiakkal, azonnal megszegték a mózesi törvényeket és moábi lányokkal közösködtek, illetve moábi bálványokat imádtak.
Északi vidékein számos hegycsúcs található, köztük a Nébó-hegy, amelyen a Biblia szerint Mózes meghalt és onnan láthatta még az Ígéret földjét, amelybe ő maga már nem tehette be a lábát.
Az izraelita letelepedést követően gyakran viszályok ütötték fel a fejüket Moáb és Benjámin törzse között. Moábnak sikerült is átmeneti időre függésbe kényszeríteni Benjámin törzsét, amíg fel nem lépett a karizmatikus Éhud (Bír 11,18), aki leszúrta Eglont, a moábi királyt, majd felkeléssel felszabadította a törzset.
Ugyanakkor az Ószövetségnek van egy külön könyve Rúthról. A történet szerint egy betlehemi férfi, Elimelek és felesége Noémi Moábba vándorolnak, mert odahaza veszélybe került megélhetésük. Két fiuk moábi nőkkel házasodik össze, Rúttal és Orfával, akik mindketten hű szeretettel vannak férjeik és azok szülei iránt. Mikor Noémi férje és két fia meghal a hazatérés mellett dönt, de menyei követik őt. Noémi csak Orfát tudja lebeszélni arról, hogy zsidó területre menjen vele, de Rút annyira eltökélt, hogy megengedi neki, hogy Betlehembe jöjjön. Noémi nehéz helyzetben van özvegyként, de férje rokona Boáz segít rajta, aki szerelmes lesz Rútba és később feleségül is veszi. Rút lesz aztán, Dávid király dédanyja.
A történet egyesek szerint valószínűleg a babiloni fogság után keletkezett, amikor egyes zsidók tiltakoztak Ezdrás és Nehémiás túlzottan merev eljárása ellen, amely szerint minden vegyes házasságot meg kellett tiltani kivétel nélkül.
Dávid egyik alkalommal Moábba küldte rokonságát, hogy úgy próbálja megvédeni őket Saul lehetséges ártó szándékától. Talán ezen cselekedetében közrejátszhatott moábita kötődése is.
Dávid és Salamon erős királyságot szervezett, amely képes volt a szomszédos népcsoportokat vazallusi helyzetbe kényszeríteni. Állandó háborúskodás folyt köztük és az izraelita törzsek között is. Amikor a zsidó királyság kettészakadt, Moáb az északi, Izraeli királyság függésében maradt, de Mésa király fellázadt és lerázta a zsidók uralmát. Mésa az Omri izraeli király felett aratott győzelmét megörökítette a híres moábi kövön (Mésa-sztélé). A szöveg nyelve hasonlít az ó-héberhez.